# 罗贝尔·埃内
罗贝尔·埃内（法語：Robert Hennet，1886年1月22日—1930年），比利时男子击剑运动员。他曾获得1912年夏季奥运会击剑比赛男子重剑团体金牌。他也参加了1920年夏季奥运会，未获得奖牌。